# 13 Gwardyjski Szkolny Pułk Zmechanizowany
13 Gwardyjski Szkolny Pułk Zmechanizowany im. Czerwonych Strzelców Łotewskich odznaczony Orderem Czerwonego Sztandaru (ros. 13-й гвардейский Севастопольский Краснознамённый учебный мотострелковый полк имени Красных Латышских стрелков, w skrócie 13-й гв. иап) – oddział kolejno Armii Czerwonej, Armii Radzieckiej, a obecnie Sił Zbrojnych Federacji Rosyjskiej.
Numer jednostki wojskowej 34469.